# .рф
.рф (em russo:  Росси́йская Федера́ция, Federação Russa), é um código TLD (ccTLD) no Sistema de Nomes de Domínio da Internet, do tipo internacionalizado, para a Rússia.
Todos os nomes dos sites nesse domínio deverão usar apenas letras do alfabeto cirílico. Esse foi o quarto domínio do mundo pertencente à categoria dos domínios de topo de código de país internacionalizados, ou seja, codificados para utilizar o sistema de escrita local ao invés do alfabeto latino, e o primeiro domínio em cirílico do mundo.
A partir do dia 12 de maio de 2010, estão a funcionar os sítios http://президент.рф e http://правительство.рф.